# Bang!... The Greatest Hits of Frankie Goes to Hollywood
Bang!... The Greatest Hits of Frankie Goes to Hollywood är ett samlingsalbum från 1993 av musikgruppen Frankie Goes to Hollywood.

## Låtförteckning
1. "Relax" – 3:55
2. "Two Tribes" – 3:56
3. "War (Hide Yourself!)" – 4:14
4. "Ferry Cross the Mersey" – 4:03
5. "Warriors of the Wasteland" – 3:55
6. "For Heaven's Sake" – 4:27
7. "The World Is My Oyster" – 1:57
8. "Welcome to the Pleasuredome" – 13:39
9. "Watching the Wildlife" – 3:58
10. "Born to Run" – 4:05
11. "Rage Hard" – 5:04
12. "The Power of Love" – 5:28
13. "Bang" – 1:08